# کمپانی هند شرقی دانمارک

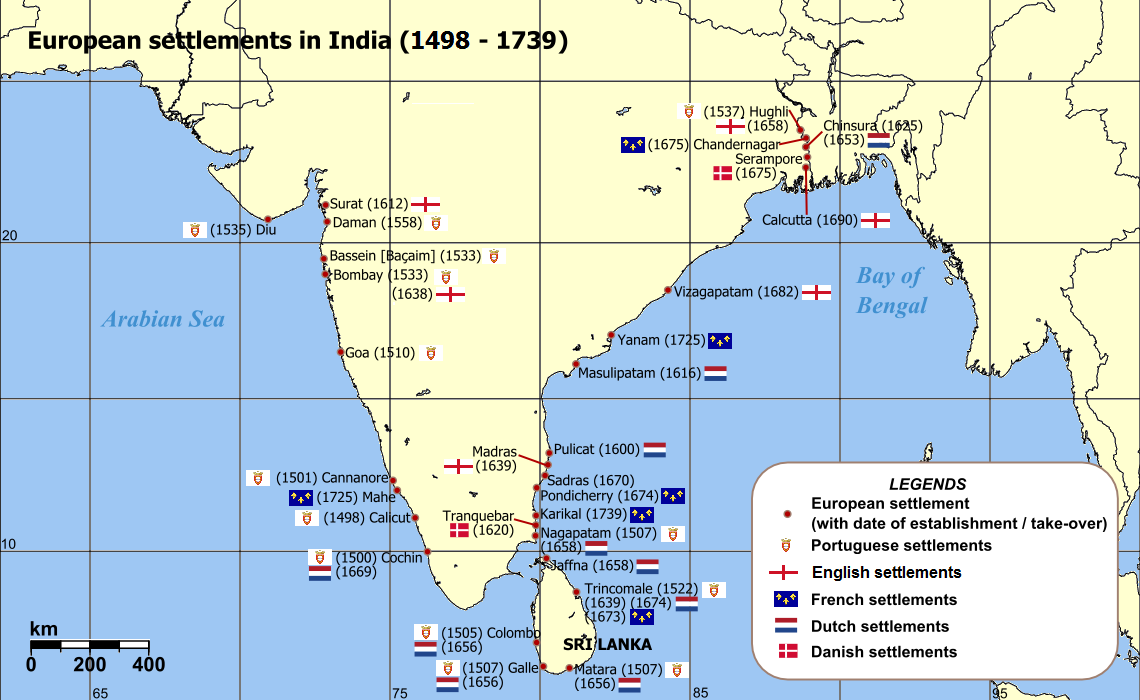

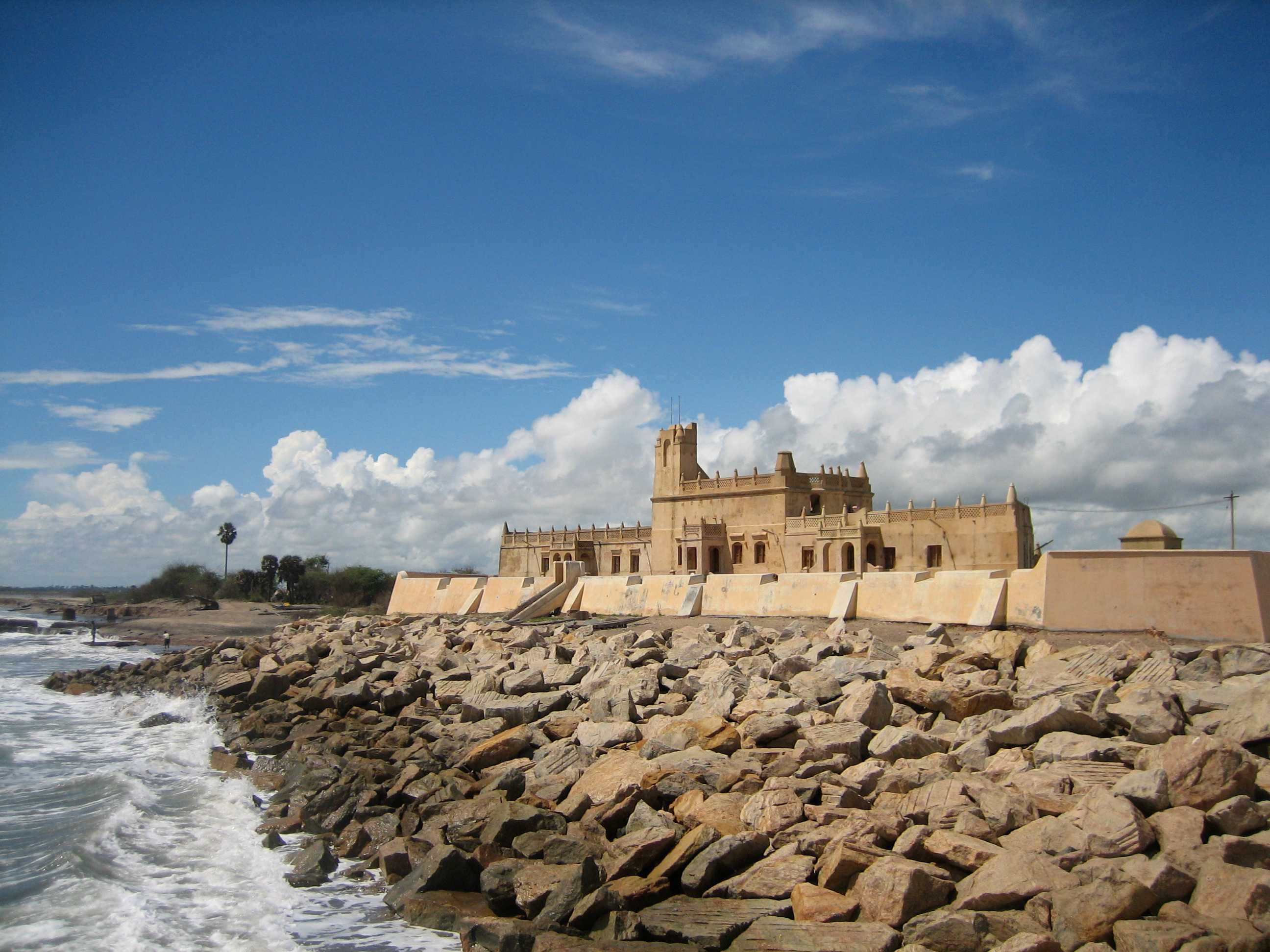
قلعه دانمارکی در هند مطلق به سال ۱۶۲۰

کمپانی هند شرقی دانمارک (به دانمارکی: Ostindisk Kompagn) یک شرکت تجاری که در ۱۷ مه ۱۶۱۶ توسط کریستین چهارم پادشاه دانمارک تأسیس شد.
هدف اصلی این کمپانی به تجارت با هند متمرکز شده بود. در سده هجدهم میلادی، کمپانی هند شرقی دانمارک توانست با تجارت چای سود بسیار زیادی بدست آورد. حتی بیش از کمپانی هند شرقی بریتانیا اما پس از یک رونق کوتاه، کمپانی به مشکلات بسیار زیادی برخورد که باعث شد در سال ۱۷۲۹ منحل شود.
در سال ۱۷۳۲ کمپانی هند شرقی دانمارک مجدد شروع به کار کرد اما انحصار تجارت در برخی از مناطق هند را از دست داده بود.
در نبرد کپنهاگ در سال ۱۸۰۱ و در سال ۱۸۰۷ طی جنگ‌های ناپلئونی، کپنهاگ دو بار توسط بریتانیا مورد حمله قرار گرفت. دانمارک در طول این دو حمله تمام ناوگان خود را از دست داد و بنابراین، قادر به نگه داشتن اموال خود در هند نبود.